# Iđoš
Iđoš (izvirno srbsko Иђош; madžarsko Tiszahegyes) je naselje v Srbiji, ki upravno spada pod Občino Kikinda; slednja pa je del Severnobanatskega upravnega okraja.

## Demografija
V naselju, katerega izvirno (srbsko-cirilično) ime je Иђош, živi 1646 polnoletnih prebivalcev, pri čemer je njihova povprečna starost 38,2 let (37,4 pri moških in 39,0 pri ženskah). Naselje ima 702 gospodinjstev, pri čemer je povprečno število članov na gospodinjstvo 3,10.
To naselje je, glede na rezultate popisa iz leta 2002, v glavnem srbsko, a v času zadnjih treh popisov je opazno zmanjšanje števila prebivalcev.
|  |

| Demografija | Demografija     | Demografija     |
| Leto        | Št. prebivalcev | Št. prebivalcev |
| ----------- | --------------- | --------------- |
|             |                 |                 |
|             |                 |                 |
|             |                 |                 |
|             |                 |                 |
| 1948        | 3034            |                 |
| 1953        | 3064            |                 |
| 1961        | 2857            |                 |
| 1971        | 2540            |                 |
| 1981        | 2338            |                 |
| 1991        | 2263            | 2238            |
| 2002        | 2195            | 2174            |
|             |                 |                 |

| Etnična sestava po popisu iz leta 2002 | Etnična sestava po popisu iz leta 2002 | Etnična sestava po popisu iz leta 2002 | Etnična sestava po popisu iz leta 2002 | Etnična sestava po popisu iz leta 2002 |
| -------------------------------------- | -------------------------------------- | -------------------------------------- | -------------------------------------- | -------------------------------------- |
| Srbi                                   | Srbi                                   |                                        | 1.916                                  | 88,13%                                 |
| Madžari                                | Madžari                                |                                        | 61                                     | 2,80%                                  |
| Jugoslovani                            | Jugoslovani                            |                                        | 55                                     | 2,52%                                  |
| Romi                                   | Romi                                   |                                        | 34                                     | 1,56%                                  |
| Črnogorci                              | Črnogorci                              |                                        | 15                                     | 0,68%                                  |
| Makedonci                              | Makedonci                              |                                        | 9                                      | 0,41%                                  |
| Romuni                                 | Romuni                                 |                                        | 8                                      | 0,36%                                  |
| Hrvati                                 | Hrvati                                 |                                        | 5                                      | 0,22%                                  |
| Albanci                                | Albanci                                |                                        | 2                                      | 0,09%                                  |
| Muslimani                              | Muslimani                              |                                        | 1                                      | 0,04%                                  |
| Neznano                                | Neznano                                |                                        | 7                                      | 0,32%                                  |